# Палекур

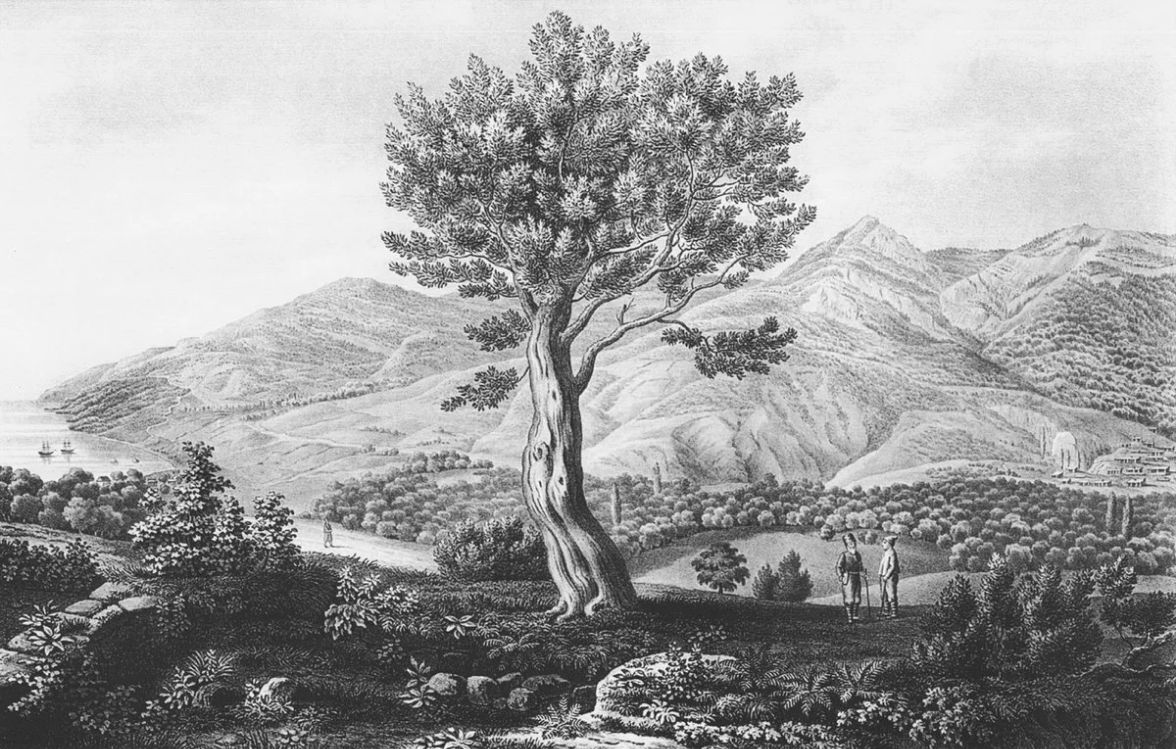
Дюбуа де Монпере. Вид на долину Ялти та село Ай-Василь, 1833 р. Стіна ліворуч — залишки Палекура.

Палекур — руїни монастиря X—XIII століття, що були розташовані на Південному березі Криму в Ялті на вершині Полікуровського пагорба.
Перше повідомлення про існування руїн на пагорбі залишив Павло Сумароков у книзі «Дозвілля кримського судді, або Друга подорож до Тавриди» (ч. 2) 1805 року. За його версією це укріплення в середні віки і було Ялітою — давньою Ялтою, спочатку візантійською («у греків»), потім генуезькою, а після завоювання генуезьких колоній османськими військами перетворилася на укріплений монастир, зруйнований землетрусом наприкінці XV століття. Петро Кеппен у книзі «Про давнину південного берега Криму і гір Таврійських» 1837 року згадав про сліди якихось споруд на Палекурі, додаючи, що за місцевими переказами там був монастир і критикує, як нічим не підтверджується, версію Сумарокова. Фредерік Дюбуа де Монпере був останнім дослідником, який на власні очі бачив залишки укріплення: він застав розбирання стін фортеці місцевими кримськими татарами на матеріал для будівництва
|  | ...у такий спосіб розробляли залишки потужної циклопічної стіни, що оточувала весь пагорб біля дороги. Найвища точка пагорба була увінчана квадратною будівлею в тому ж стилі. |

Василь Кондаракі в «Універсальному описі Криму» 1875 року писав про замок:
|  | на возвышенном бугрѣ, именуемом туземцами Палекуръ, но кѣмъ было основано это укрѣпленіе, ялтинскими-ли обитателями или жителями дер. Нижняя Массандра—трудно опредѣлитъ. |

У путівнику Марії Сосногорової згадуються рейки в центрі Ялти, якими возили камінь з руїн фортеці для молу, що будується. Лев Фірсов стверджував, що велике укріплення (судячи з частих знахідок решток жител із середньовічною керамікою та розвалом стін, кладка яких нагадує кладку бойових стін ісарів) має перебувати на Полікуровому пагорбі.
Олег Домбровський при обстеженні місцевості в 1960-х роках залишків укріплення не виявив, у 1974 році Ігор Баранов розкопав тут середньовічну каплицю і господарські будівлі. Детальні археологічні розкопки на пагорбі не проводилися (район із щільною міською забудовою) і питання існування монастиря або укріплення залишається відкритим. Деякі дослідники вважають, що в середньовіччі Палекур і Монастир Святого Іоанна були одним укріпленням, що проіснувало до XV століття і було опорним пунктом генуезців.